# Ironman-Triathlon-Weltserie 2011

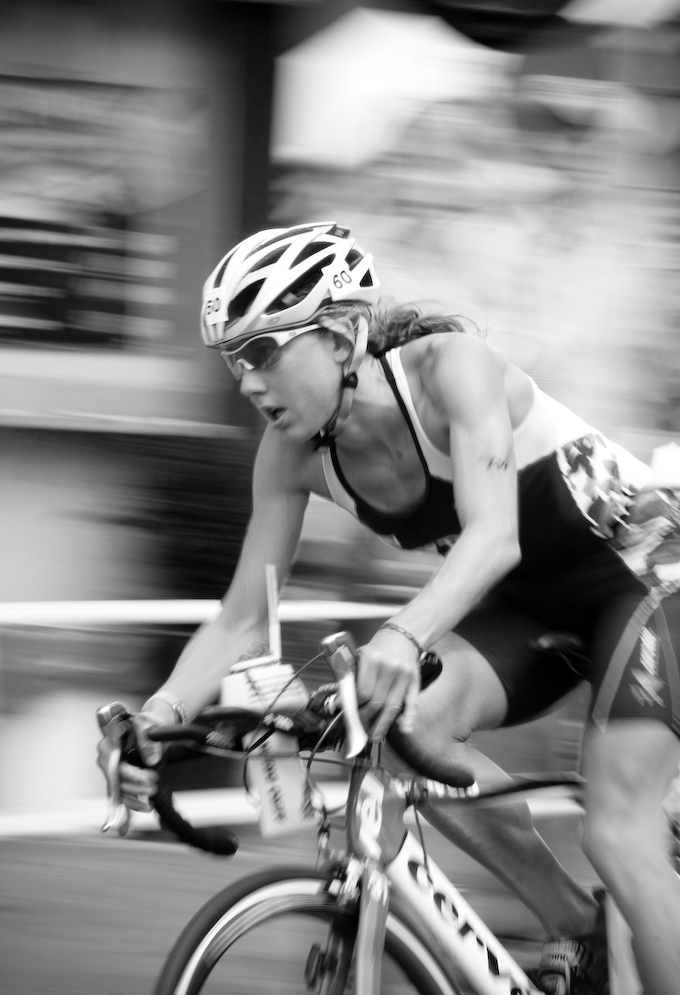
Chrissie Wellington – Ironman-Hawaii-Siegerin (2007–2009, 2011)

Die Ironman-Triathlon-Weltserie 2011 ist eine Rennserie von 25 Triathlon-Bewerben über die Ironman-Distanz und wird jährlich von der World Triathlon Corporation (WTC) veranstaltet.

## Organisation
Ein Ironman-Rennen geht über die Triathlon-Langdistanz: 3,86 km Schwimmen, 180,2 km Radfahren und 42,195 km Laufen.
Bei den 24 einzelnen Rennen der Saison sowie den Rennen über die halbe Ironman-Distanz (Ironman 70.3) können sich die Triathleten für einen Startplatz beim Ironman Hawaii – die inoffizielle Weltmeisterschaft – am 8. Oktober 2011 qualifizieren.
Der Ironman Malaysia und Ironman Japan tauchen in dieser Saison nicht mehr im Veranstaltungskalender auf und wurden aus der Rennserie genommen.
Dafür wird 2011 mit dem Ironman Texas im Mai ein neuer Ironman-Bewerb erstmals ausgetragen. Eine weitere Ironman-Premiere findet beim Ironman Wales im September statt, allerdings erfolgt dort die Qualifikation für Hawaii für das Jahr 2012.

## Rennen
| Datum/Jahr    | Veranstaltung             | Ort                         | Bemerkungen |
| ------------- | ------------------------- | --------------------------- | --- |
| 12. Sep. 2010 | Ironman Wisconsin         | Madison                     | erstes Rennen zur Qualifikation für die Weltmeisterschaft Hawaii 2011                                                                                   |
| 6. Nov. 2010  | Ironman Florida           | Panama City, Florida        | |
| 20. Nov. 2010 | Ironman Arizona           | Tempe, Arizona              | Chrissie Wellington erzielte mit ihrer Siegerzeit einen neuen Rekord innerhalb der Ironman-Serie: 08:36:13 Stunden                                      |
| 27. Nov. 2010 | Ironman Mexico            | Cozumel                     | |
| 5. Dez. 2010  | Ironman Western Australia | Busselton                   | |
| 5. März 2011  | Ironman New Zealand       | Taupō                       | |
| 10. Apr. 2011 | Ironman South Africa      | Port Elizabeth              | Chrissie Wellington konnte mit ihrer Siegerzeit von 08:33:56 Stunden ihre eigene Bestzeit für den schnellsten Ironman aller Zeiten nochmals unterbieten |
| 1. Mai 2011   | Ironman Australia         | Port Macquarie              | |
| 7. Mai 2011   | Ironman St. George        | St. George, Utah            | |
| 21. Mai 2011  | Ironman Lanzarote         | Puerto del Carmen           | |
| 21. Mai 2011  | Ironman Texas             | The Woodlands, Texas        | Erstaustragung 2011 |
| 29. Mai 2011  | Ironman China             | Jixian                      | neuer Austragungsort (bis 2010 Haikou); zunächst von März auf Mai verschoben, dann abgesagt                                                             |
| 29. Mai 2011  | Ironman Brasil            | Florianópolis               | |
| 26. Juni 2011 | Ironman France            | Nice                        | |
| 26. Juni 2011 | Ironman Coeur d’Alene     | Coeur d’Alene, Idaho        | |
| 3. Juli 2011  | Ironman Austria           | Klagenfurt                  | |
| 10. Juli 2011 | Ironman Switzerland       | Zürich                      | |
| 24. Juli 2011 | Ironman Germany           | Frankfurt am Main           | |
| 24. Juli 2011 | Ironman USA               | Lake Placid, New York       | |
| 31. Juli 2011 | Ironman UK                | Bolton                      | |
| 7. Aug. 2011  | Ironman Regensburg        | Regensburg                  | |
| 28. Aug. 2011 | Ironman Canada            | Penticton, British Columbia | |
| 28. Aug. 2011 | Ironman Louisville        | Louisville, Kentucky        | |
| 8. Okt. 2011  | Ironman Hawaii            | Kailua-Kona, Hawaii         | Weltmeisterschaft auf der Ironman-Distanz |

## Ergebnisse

### Männer
| Rennen            | Sieger              | Zeit     | Zweiter                     | Zeit     | Dritter             | Zeit     |
| ----------------- | ------------------- | -------- | --------------------------- | -------- | ------------------- | -------- |
| Madison           | Joseph Gambles      | 08:38:32 | Romain Guillaume            | 08:49:42 | Eric Bean           | 08:51:36 |
| Florida           | James Cunnama       | 08:15:59 | Pedro Ribeiro Gomes         | 08:19:26 | Dirk Bockel         | 08:21:23 |
| Arizona           | Timo Bracht         | 08:07:16 | Rasmus Henning              | 08:10:58 | Tom Lowe            | 08:11:44 |
| Mexico            | Andy Potts          | 08:16:14 | Michael Lovato              | 08:22:17 | Eduardo Sturla      | 08:24:14 |
| Western Australia | Courtney Ogden      | 08:14:01 | Matt White                  | 08:18:06 | Pete Jacobs         | 08:21:16 |
| New Zealand       | Cameron Brown       | 08:31:07 | Terenzo Bozzone             | 08:41:54 | Mathias Hecht       | 08:45:34 |
| South Africa      | Raynard Tissink     | 08:05:36 | Andreas Böcherer            | 08:08:36 | James Cunnama       | 08:13:18 |
| Australia         | Pete Jacobs         | 08:29:28 | Patrick Vernay              | 08:35:50 | Jason Shortis       | 08:46:06 |
| St. George        | Mathias Hecht       | 08:32:03 | Maik Twelsiek               | 08:33:46 | TJ Tollakson        | 08:40:20 |
| Lanzarote         | Timo Bracht         | 08:30:34 | Konstantin Bachor           | 08:44:06 | Esben Hovgaard      | 08:54:38 |
| Texas             | Eneko Llanos        | 08:08:20 | Timothy O’Donnell           | 08:09:50 | Luke Bell           | 08:12:22 |
| China             | abgesagt            | abgesagt | abgesagt                    | abgesagt | abgesagt            | abgesagt |
| Brasil            | Eduardo Sturla      | 08:15:02 | Guilherme Valenza Manocchio | 08:17:20 | Ezequiel Morales    | 08:21:39 |
| France            | Frederik Van Lierde | 08:28:30 | François Chabaud            | 08:37:18 | Marcel Zamora Pérez | 08:40:55 |
| Coeur d’Alene     | Craig Alexander     | 08:19:48 | Maik Twelsiek               | 08:24:59 | Tom Evans           | 08:49:54 |
| Austria           | Marino Vanhoenacker | 07:45:29 | Michael Weiss               | 07:57:40 | Albert Marko        | 08:08:18 |
| Switzerland       | Ronnie Schildknecht | 08:19:52 | Clemente Alonso McKernan    | 08:27:57 | Mathias Hecht       | 08:30:27 |
| Germany           | Faris Al-Sultan     | 08:13:50 | Jan Raphael                 | 08:19:31 | Michael Göhner      | 08:20:26 |
| Lake Placid       | TJ Tollakson        | 08:25:15 | Ben Hoffmann                | 08:33:29 | Jason Shortis       | 08:47:18 |
| UK                | Aaron Farlow        | 08:24:34 | Romain Guillaume            | 08:41:25 | Nick Saunders       | 08:51:31 |
| Regensburg        | Markus Fachbach     | 08:29:16 | Stefan Riesen               | 08:36:54 | Frank Vytrisal      | 08:37:12 |
| Canada            | Jordan Rapp         | 08:28:09 | Torsten Abel                | 08:41:09 | Bert Jammaer        | 08:42:34 |
| Louisville        | Chris McDonald      | 08:27:36 | Patrick Evoe                | 08:30:35 | Justin Daerr        | 08:34:35 |
| Hawaii            | Craig Alexander     | 08:03:56 | Pete Jacobs                 | 08:09:11 | Andreas Raelert     | 08:11:07 |

### Frauen
| Rennen            | Sieger              | Zeit     | Zweiter                 | Zeit     | Dritter                            | Zeit     |
| ----------------- | ------------------- | -------- | ----------------------- | -------- | ---------------------------------- | -------- |
| Madison           | Gina Crawford       | 09:27:26 | Kristin Möller          | 09:39:43 | Mirjam Weerd                       | 09:52:25 |
| Florida           | Jessica Jacobs      | 09:07:49 | Erika Csomor            | 09:14:40 | Kim Loeffler                       | 09:21:26 |
| Arizona           | Chrissie Wellington | 08:36:13 | Linsey Corbin           | 09:05:33 | Leanda Cave                        | 09:13:50 |
| Mexico            | Yvonne van Vlerken  | 09:07:25 | Tyler Stewart           | 09:23:44 | Amanda Stevens                     | 09:26:35 |
| Western Australia | Kate Bevilaqua      | 09:19:44 | Rebekah Keat            | 09:22:37 | Amelia Pearson                     | 09:36:52 |
| New Zealand       | Samantha Warriner   | 09:28:24 | Mirinda Carfrae         | 09:31:33 | Joanna Lawn                        | 09:31:53 |
| South Africa      | Chrissie Wellington | 08:33:56 | Rachel Joyce            | 09:08:23 | Diana Riesler                      | 09:20:37 |
| Australia         | Caroline Steffen    | 09:29:54 | Amelia Pearson          | 09:38:23 | Kirsten Molloy                     | 09:43:55 |
| St. George        | Heather Wurtele     | 09:30:33 | Jackie Arendt           | 10:06:36 | Uli Brömme                         | 10:10:48 |
| Lanzarote         | Rachel Joyce        | 09:28:12 | Natascha Badmann        | 09:43:39 | Karina Ottosen                     | 10:10:14 |
| Texas             | Catriona Morrison   | 08:57:41 | Kelly Handel Williamson | 09:07:54 | Sofie Goos                         | 09:12:53 |
| China             | abgesagt            | abgesagt | abgesagt                | abgesagt | abgesagt                           | abgesagt |
| Brasil            | Amy Marsh           | 09:09:39 | Lucie Reed              | 09:16:13 | Ariane Gomes Monticeli da Silveira | 09:19:15 |
| France            | Silvia Felt         | 09:34:31 | Martina Dogana          | 09:45:56 | Kim Loeffler                       | 09:53:08 |
| Coeur d’Alene     | Julie Dibens        | 09:16:40 | Caitlin Snow            | 09:29:18 | Haley Cooper-Scott                 | 09:56:21 |
| Austria           | Mary Beth Ellis     | 08:43:34 | Erika Csomor            | 08:51:11 | Diana Riesler                      | 08:53:35 |
| Switzerland       | Karin Thürig        | 09:03:27 | Amy Marsh               | 09:11:37 | Erika Csomor                       | 09:37:00 |
| Germany           | Caroline Steffen    | 09:12:13 | Lucie Reed              | 09:13:46 | Sonja Tajsich                      | 09:14:14 |
| Lake Placid       | Heather Wurtele     | 09:19:03 | Tine Deckers            | 09:34:41 | Tyler Stewart                      | 09:38:09 |
| UK                | Kristin Möller      | 09:19:04 | Diana Riesler           | 09:25:41 | Yvette Grice                       | 09:37:32 |
| Regensburg        | Mary Beth Ellis     | 09:18:55 | Annett Kamenz           | 09:28:23 | Nicole Leder                       | 09:30:27 |
| Canada            | Mary Beth Ellis     | 09:03:13 | Kim Loeffler            | 09:34:54 | Meredith Kessler                   | 09:37:22 |
| Louisville        | Nina Kraft          | 09:38:14 | Jackie Arendt           | 09:40:28 | Stephanie Jones                    | 09:52:40 |
| Hawaii            | Chrissie Wellington | 08:55:08 | Mirinda Carfrae         | 08:57:57 | Leanda Cave                        | 09:03:29 |

## Gesamtwertung

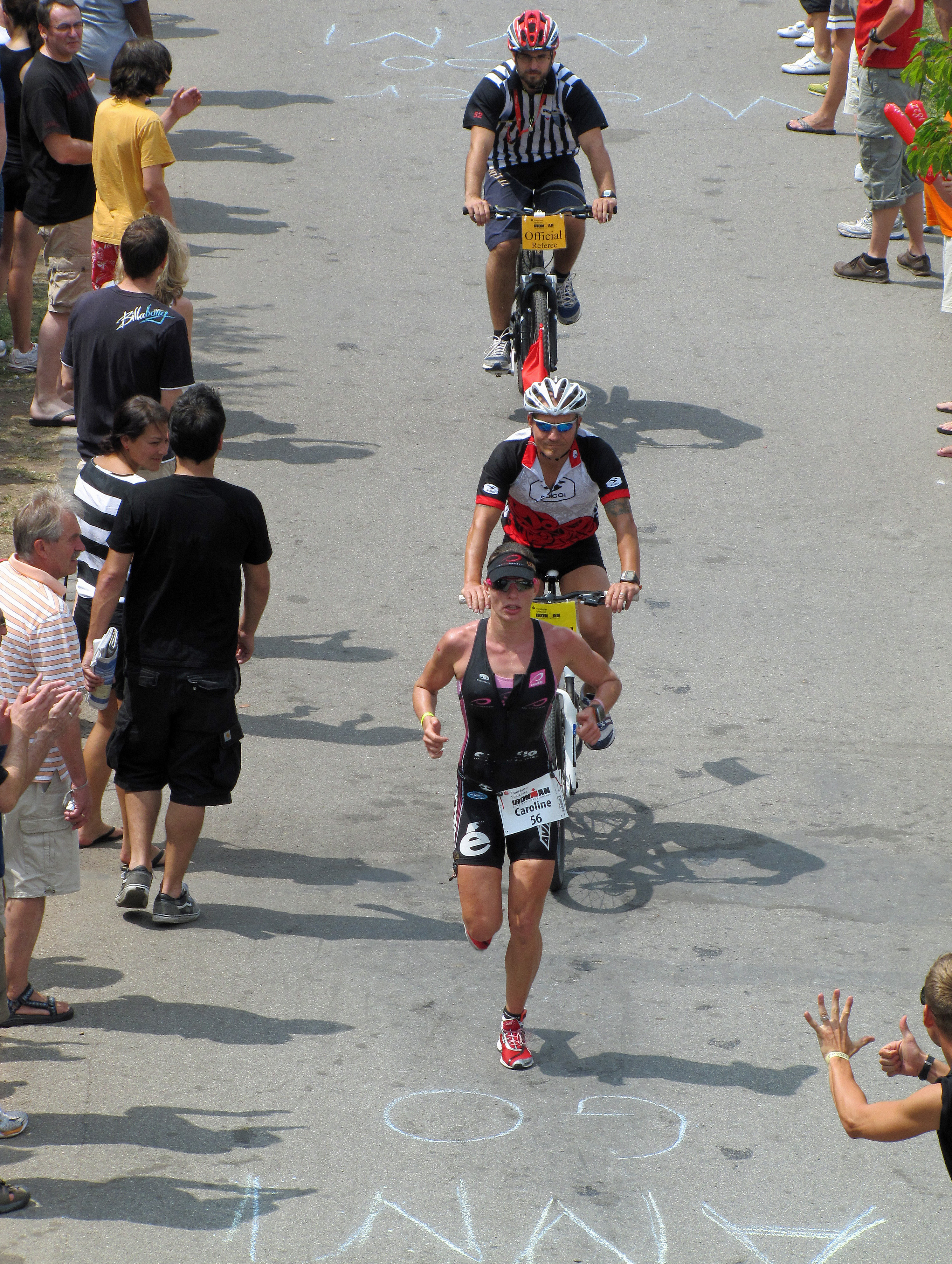
Caroline Steffen – die Siegerin des Ironman 70.3 Asia Pacific (Asia-Pacific Championship 2010)

Die 50 besten Männer und 30 Frauen der Profi-Athleten erhalten einen Startplatz. Die Hawaii-Sieger sind für drei Jahre startberechtigt und die Plätze 2–10 sind automatisch für einen Startplatz im Folgejahr qualifiziert.
Für die Sieger werden bei einem Ironman-Rennen unterschiedlich viele Punkte vergeben: Am meisten Punkte gibt es auf Hawaii (6000), danach folgen der Ironman Germany (Frankfurt) und der Ironman Texas (4000). Alle anderen Ironman-Rennen über die volle Distanz vergeben entweder 1000 oder 2000 Punkte für einen Sieg.
Die aktuellen Platzierungen in der Jahreswertung lauten:

### Männer
| Platz | Athlet           | Punkte |
| ----- | ---------------- | ------ |
| 01    | Craig Alexander  | 9000   |
| 02    | Pete Jacobs      | 5400   |
| 03    | Andreas Raelert  | 4900   |
| 04    | Dirk Bockel      | 4450   |
| 05    | Timo Bracht      | 5300   |
| 06    | Raynard Tissink  | 3900   |
| 07    | Mike Aigroz      | 3800   |
| 08    | Andreas Böcherer | 3650   |
| 09    | Daniel Fontana   | 2760   |
| 11    | Faris Al-Sultan  | 2599   |
| 61    | Michael Weiss    | 1200   |

Stand: 15. Oktober 2011

### Frauen
| Platz | Athletin            | Punkte |
| ----- | ------------------- | ------ |
| 01    | Chrissie Wellington | 6000   |
| 02    | Leanda Cave         | 5800   |
| 03    | Mirinda Carfrae     | 5400   |
| 04    | Karin Thürig        | 5300   |
| 05    | Rachel Joyce        | 4890   |
| 06    | Caroline Steffen    | 4660   |
| 08    | Sonja Tajsich       | 3100   |
| 16    | Natascha Badmann    | 1700   |
| 24    | Kristin Möller      | 1000   |
| 28    | Anja Ippach         | 880    |
| 30    | Imke Schiersch      | 780    |
| 58    | Nina Kraft          | 440    |
| 63    | Simone Benz         | 420    |
| 70    | Silvia Felt         | 400    |

Stand: 15. Oktober 2011

## Podiumsplatzierungen
| Platz | Land                   | Erster | Zweiter | Dritter | Gesamt |
| ----- | ---------------------- | ------ | ------- | ------- | ------ |
| 1     | Vereinigte Staaten     | 9      | 13      | 11      | 33     |
| 2     | Deutschland            | 7      | 8       | 6       | 21     |
| 3     | Australien             | 7      | 4       | 6       | 17     |
| 4     | Schweiz                | 5      | 2       | 2       | 9      |
| 5     | Vereinigtes Königreich | 5      | 1       | 4       | 10     |
| 6     | Neuseeland             | 3      | 1       | 1       | 5      |
| 7     | Belgien                | 2      | 1       | 2       | 5      |
| 8     | Südafrika              | 2      |         | 1       | 3      |
| 9     | Spanien                | 1      | 1       | 1       | 3      |
| 10    | Argentinien            | 1      |         | 2       | 3      |
| 11    | Kanada                 | 1      |         | 1       | 2      |
|       | Niederlande            | 1      |         | 1       | 2      |
| 13    | Frankreich             |        | 4       |         | 4      |
| 14    | Ungarn                 |        | 2       | 1       | 3      |
| 15    | Tschechien             |        | 2       |         | 2      |
| 16    | Dänemark               |        | 1       | 2       | 3      |
| 17    | Brasilien              |        | 1       | 1       | 2      |
| 18    | Italien                |        | 1       |         | 1      |
|       | Österreich             |        | 1       |         | 1      |
|       | Portugal               |        | 1       |         | 1      |
| 21    | Estland                |        |         | 1       | 1      |
|       | Luxemburg              |        |         | 1       | 1      |

Stand: 7. September 2011